# Fietskar

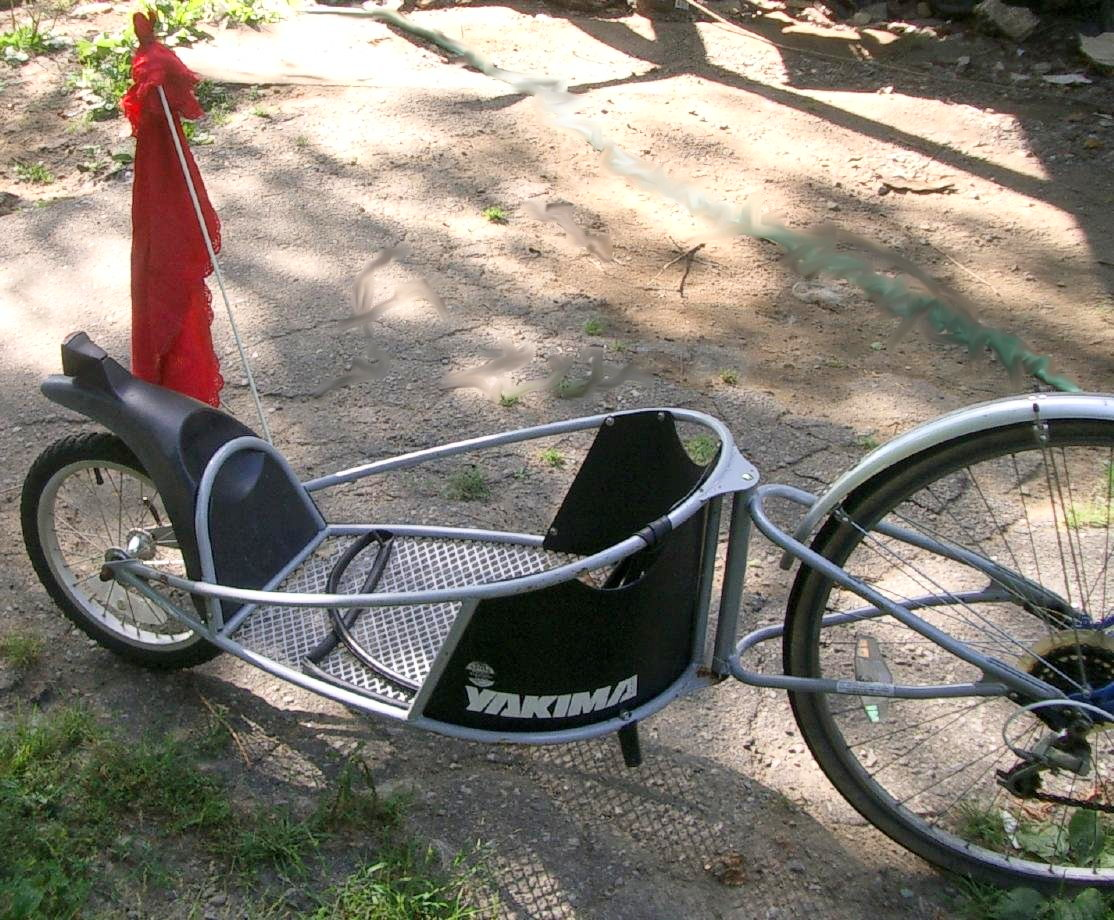
Eenwielige fietskar voor bagage

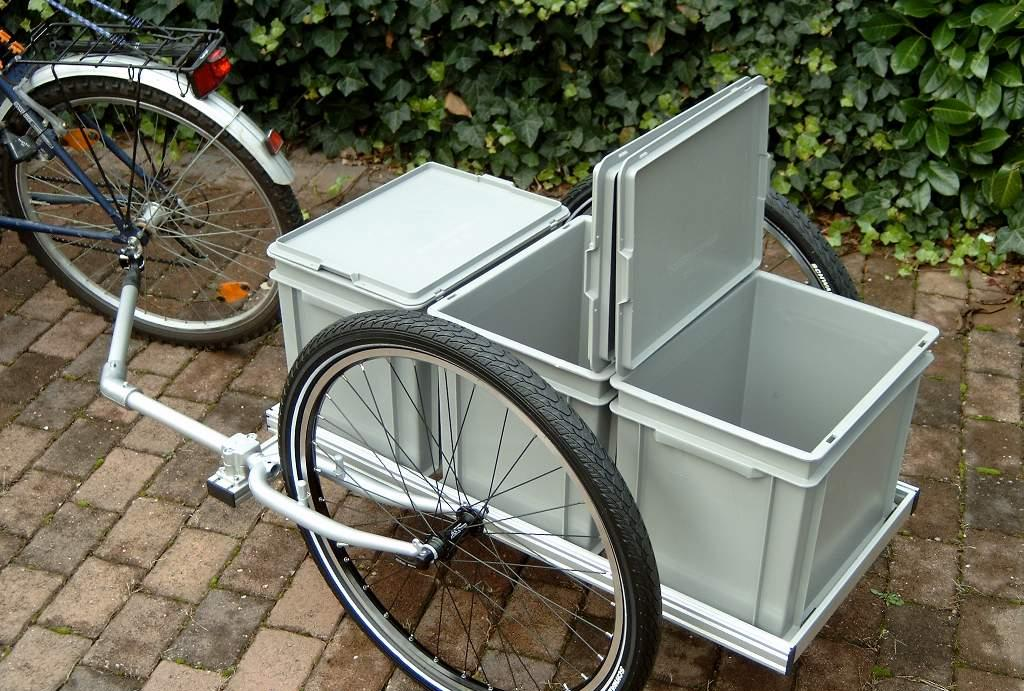
Tweewielige fietskar

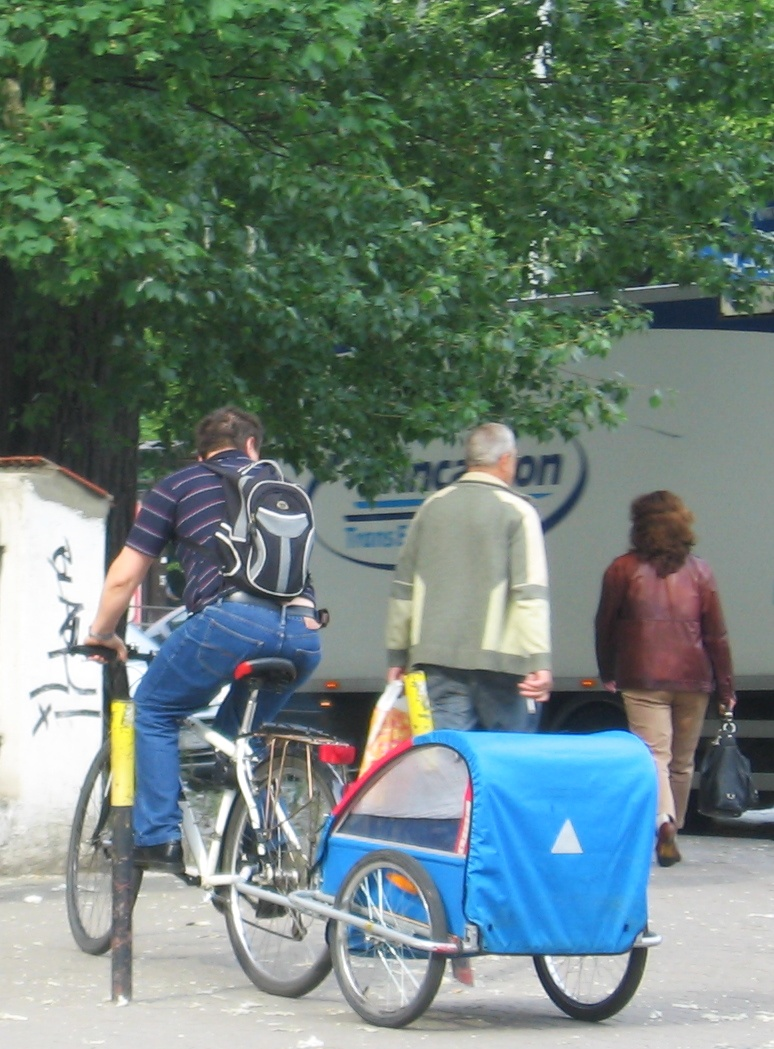
Fietskar om kinderen in te vervoeren

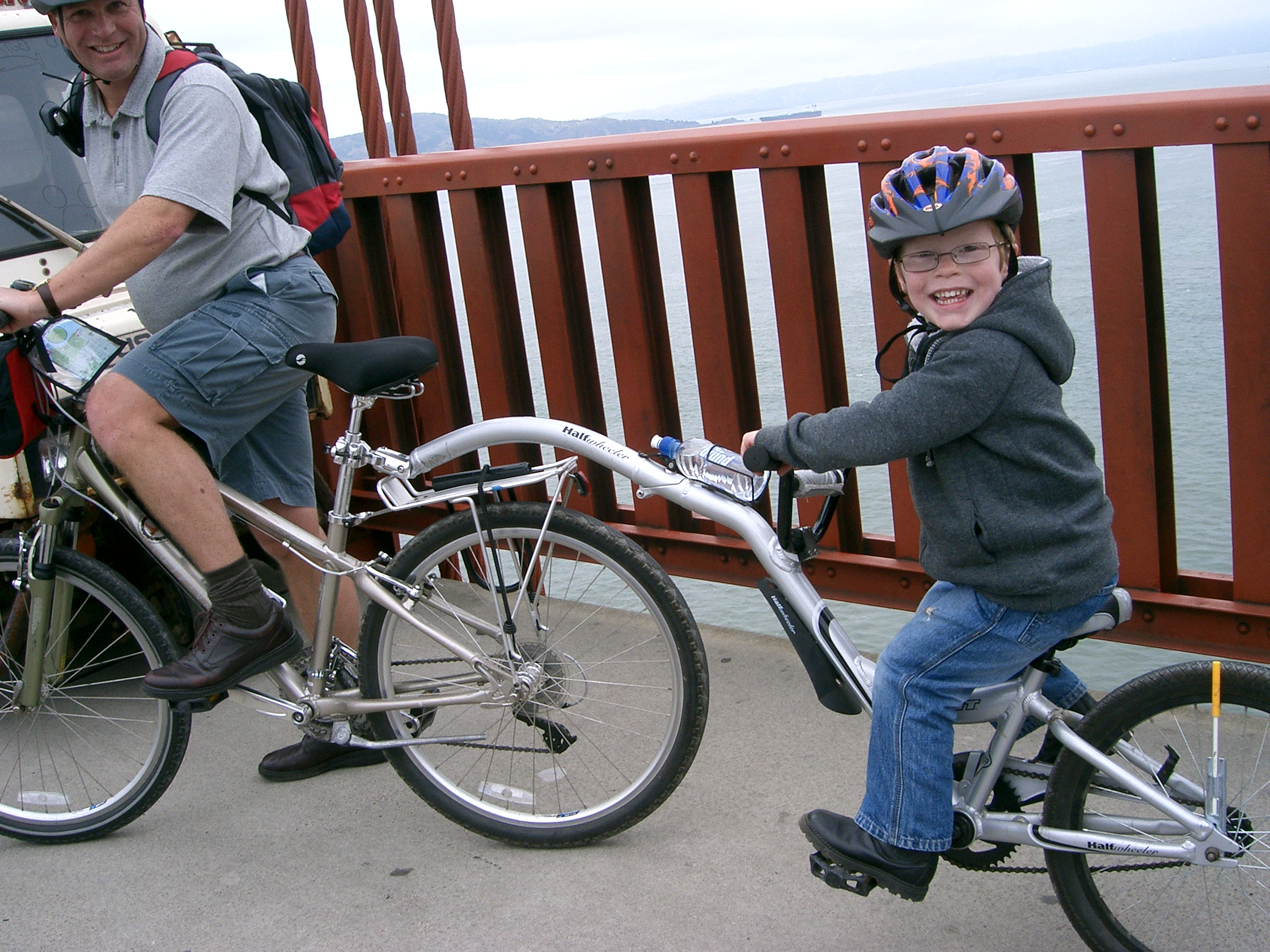
Aanhangfiets

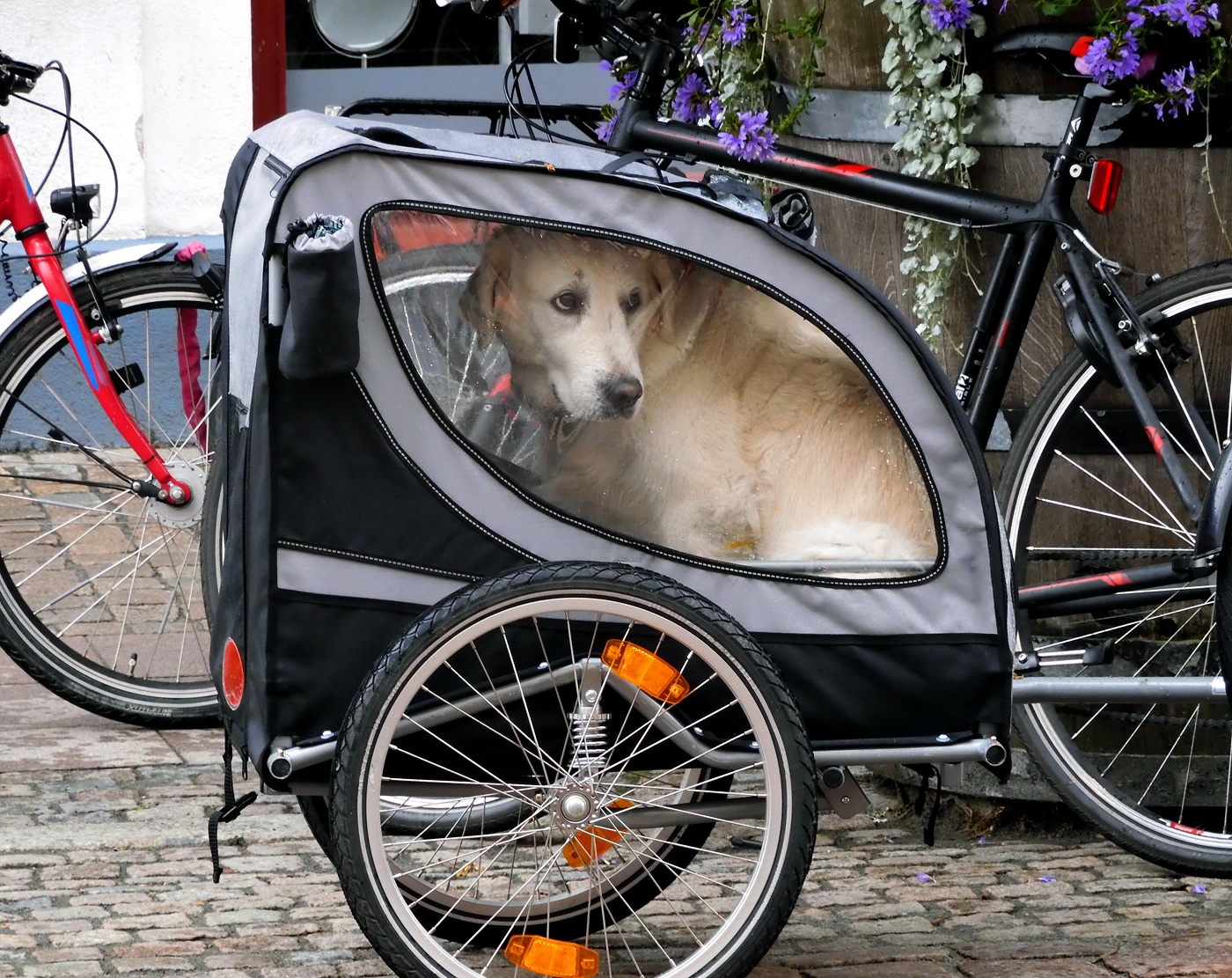
Een aanhanger van het type fietskar voor het vervoeren van honden.

Een fietskar, officieel fietsaanhangwagen, is een aanhanger om achter een fiets te koppelen om lading mee te vervoeren.

## Typen
Fietskarren zijn er in twee uitvoeringen, te weten:
- Een fietskar met één wiel heeft de eigenschap dat hij meebeweegt met de fiets waardoor hij wendbaarder is en er met hogere snelheden bochten kunnen worden genomen. Op smalle paadjes biedt dat duidelijk voordelen. Het evenwicht dient echter door de fietser in stand te worden gehouden.
- Een kar met twee wielen biedt meer stabiliteit voor de lading, hij is vaak breed waardoor er veel lading in kan worden meegenomen. Het gewicht van de aanhanger/lading heeft geen invloed op de koers-stabiliteit omdat dit gewicht niet meetelt bij het handhaven van het evenwicht.

## Gebruik
De eerste fietskarren bestonden meestal uit een open frame of open laadbak voor het vervoer van goederen. Later werden aanhangers ook gebruikt als transportmiddel voor kinderen en honden, die zijn vaak overdekt. Volgens de Nederlandse wetgeving is het niet toegestaan passagiers in een aanhangwagen te vervoeren, maar dit verbod geldt niet achter een fiets.
Een bijzondere uitvoering van de fietskar is de draagkar. Deze kan eenvoudig ontdaan worden van wielen en dissel, hierdoor mag ze meegenomen worden in de trein.
Een aanhangfiets is een kinderfiets zonder voorwiel die achter de fiets van een volwassene kan worden gekoppeld.

## Koppeling
Er zijn twee principieel verschillende koppelsystemen: symmetrisch onder het zadel, en opzij van de achtervork (aan een kant of aan beide kanten).
Het eerste systeem heeft het nadeel dat de bagagedrager van de fiets niet meer gebruikt kan worden, doordat de trekstang eroverheen loopt. Een ander nadeel is dat de trillingen van de aanhanger in de zadelpen komen en vervolgens in het zadel gevoeld worden.
De koppeling van een tweewielige aanhangwagen moet in alle richtingen kunnen bewegen: heen en weer (in bochten), op en neer (bij hellingen) en draaiend (bij een onregelmatig wegdek).
Een kogelkoppeling is bruikbaar maar heeft het nadeel hinderlijk te rammelen.
Een andere oplossing is een stevig, buigzaam stuk nylon in de trekstang te verwerken.
De koppeling van een eenwielige aanhangwagen moet zodanig van constructie zijn dat de wagen niet omvalt - fiets en wagen zijn dus maar in twee richtingen draaibaar ten opzichte van elkaar.
Trekhaken zijn niet gestandaardiseerd.
Wie een trekhaak aan zijn fiets heeft, kan dus niet een willekeurig aanhangwagentje aankoppelen. Een fietskar wordt meestal inclusief trekhaak verkocht.

## Verlichting
Een fietskar dient in de donkere uren van een rood achterlicht voorzien te zijn. Het is mogelijk het wagentje met een draadje op de verlichting van de fiets aan te sluiten, meestal wordt er echter verlichting met batterij gebruikt.

## Wetgeving in Nederland

### Breedte
Een fiets op meer dan twee wielen, mag niet breder zijn dan 1,50 m.
Een fietsaanhanger mag niet breder zijn dan 1,00 m. In de praktijk is een fietskar zelden breder dan 75 cm. Een praktisch voordeel van deze breedte is dat de kar door de meeste deuren en tuinpoorten kan.

### Plaats op de weg
Tot april 1985 gold een fiets met zijspan- of aanhangwagen, evenals een fiets op meer dan twee wielen, als onbespannen wagen (RVV 1966 art. 3, lid 2). Dat betekende dat het gebruik van fietspaden verboden was maar dat er wel gereden mocht worden op wegen die voor fietsers gesloten waren. Bovendien moesten de bijzondere voorschriften voor fietsers worden opgevolgd, wat onder andere betekende dat slechts een passagier (of twee kinderen tot tien jaar) mocht worden vervoerd. In de praktijk bleek dat de politie van die regeling lang niet altijd op de hoogte was, zodat er geverbaliseerd werd als een fietser met aanhangwagen op de rijbaan reed.
In 1985 zijn onbespannen wagens uit de wetgeving verwijderd en geldt een fiets met aanhangwagen als fiets.
Het gebruik van een fietspad is echter niet verplicht als de wagen breder is dan 75 cm.

### Verlichting
Volgens de Nederlandse wetgeving moet een fietsaanhangwagen een rode reflector en 's nachts één achterlicht hebben. Het achterlicht van de fiets hoeft dan niet te branden. Dit is anders dan bij een aanhangwagen achter een auto: zowel de auto als de aanhangwagen moeten brandende achterlichten hebben.